# Drake (geometri)

En drake med dess lika långa sidor och dess inskrivna cirkel.

Inom geometrin är en drake en fyrhörning med två olika par av kongruenta närliggande sidor, till skillnad från ett parallellogram, där de kongruenta sidorna är mitt emot varandra. Den geometriska formens namn kommer från den vinddrivna, flygande draken, som i enkelt utförande ofta har denna form.
En drake kan också beskrivas som en fyrhörning med en symmetriaxel längs en av diagonalerna. En fyrhörning som har en symmetriaxel måste vara en drake eller ett likbent parallelltrapets.
En drake, enligt denna definition, kan vara antingen konvex eller konkav, men ordet "drake" används oftast bara för den konvexa varianten. En konkav drake kallas ofta för "pil". 

## Egenskaper
- En drakes diagonaler är vinkelräta mot varandra.
- En drakes motstående vinklar är lika stora.
- Drakens area är halva produkten av diagonalernas längder: {\displaystyle A={\frac {d_{1}d_{2}}{2}}}.  Alternativt, om a och b är längderna på två olika långa sidor och θ är vinkeln mellan dessa sidor, så är arean ab sin θ.
- En av diagonalerna delar en konvex drake i två likbenta trianglar och den andra diagonalen (symmetriaxeln) delar draken i två kongruenta trianglar.
- Varje konvex drake har en inskriven cirkel, det vill säga det finns en cirkel som tangerar alla fyra sidorna.[2]

## Specialfall
- Om en drakes fyra sidor är av samma längd är den också en romb.
- Om alla vinklarna hos en drake är lika stora är draken en kvadrat.

En "drake" och en "pil" enligt Roger Penrose.

- Om de av drakens vinklar som delas av symmetriaxeln är 72 respektive 144 grader, är draken en av de två aperiodiska Penrosetessellationer som identifierades av den matematiske fysikern Roger Penrose.